# Гречневые галеты

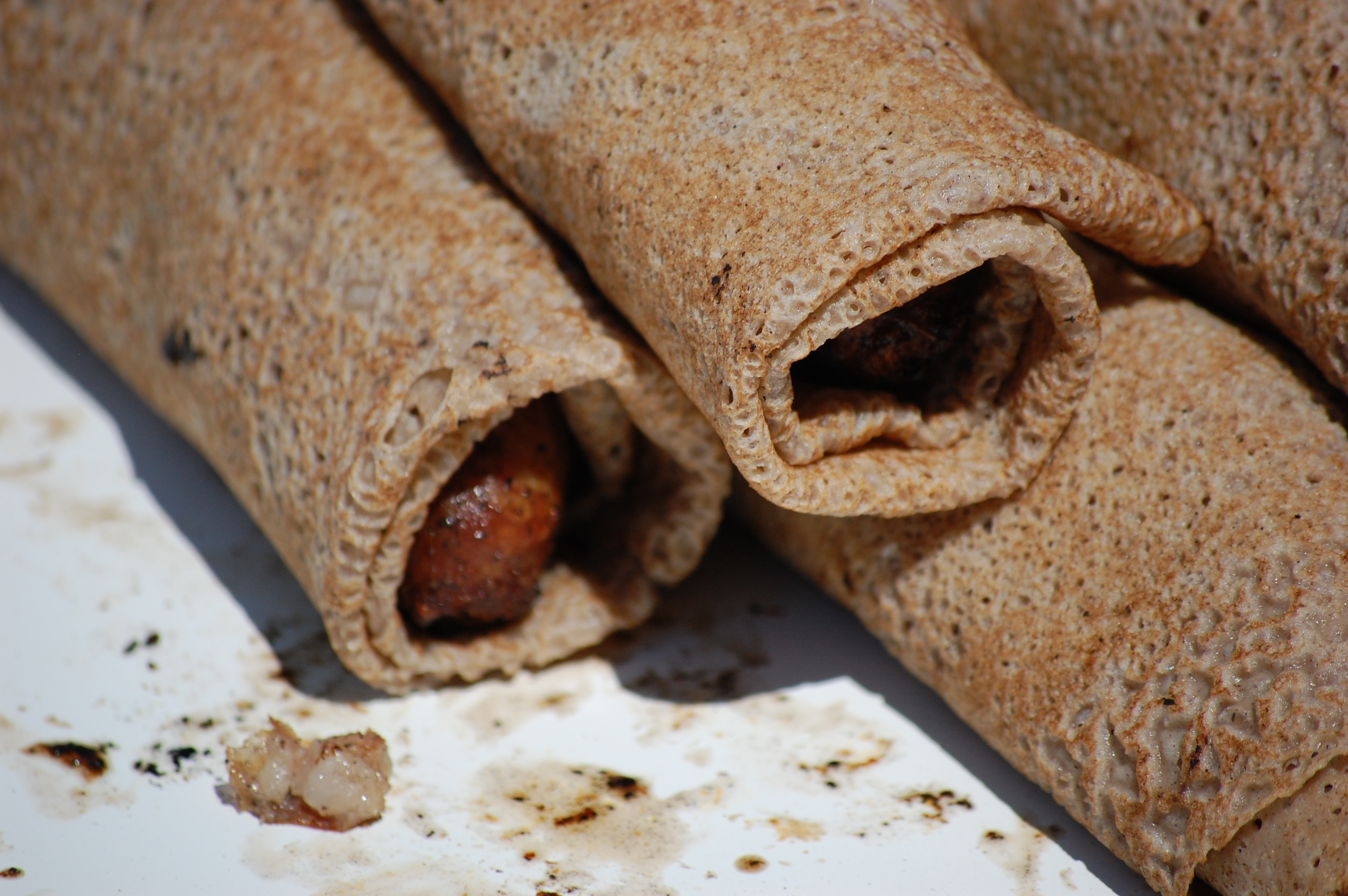
Сосиска в галете (Galette-saucisse) — фирменное блюдо восточной Бретани

Гречневые галеты (брет. kaletez, фр. galette de sarrasin) — блины из гречневой муки. Блюдо французской и бретонской кухни.
Согласно легенде, гречневые блины появились на свет, благодаря тому, что бретонка пролила жидкую гречку на раскалённый камень в камине.
В отличие от обычных французских блинчиков (крепов), галеты являются не десертом, а основным блюдом. Например, c ними готовят kaletez gant silzig, уличную еду, колбасы/сосиски, приготовленные на гриле, и завёрнутые в этот гречневый блин.